# Isotopen van dubnium
Het chemisch element dubnium (Db), met een atoommassa van 262,1138 u, bezit geen stabiele isotopen en wordt dus geclassificeerd als radioactief element. De 12 radio-isotopen zijn onstabiel en hebben een relatief korte halfwaardetijd (de meeste minder dan een seconde).
In de natuur komt geen dubnium voor: alle isotopen zijn synthetisch bereid in een laboratorium. De eerste synthetische isotoop was 261Db, in 1968.
De kortstlevende isotoop van dubnium is 259Db, met een halfwaardetijd van ongeveer 0,51 seconden. De langstlevende is 268Db, met een halfwaardetijd van ongeveer 32 uur.

## Overzicht
| Nuclide | Z (p)             | N (n)             | Isotopische massa (u) | Halveringstijd | Radioactief verval                                                                  | Kernspin |
| Nuclide | Excitatie-energie | Excitatie-energie | Excitatie-energie     | Halveringstijd | Radioactief verval                                                                  | Kernspin |
| ------- | ----------------- | ----------------- | --------------------- | -------------- | ----------------------------------------------------------------------------------- | -------- |
| 256Db   | 105               | 151               | 256,10813(31)         | 1,9(4) s       | {\displaystyle {\ce {{^{256}_{105}Db}->{^{252}_{103}Lr}+\,_{2}^{4}\alpha }}}        |          |
| 256Db   | 105               | 151               | 256,10813(31)         | 1,9(4) s       | SS                                                                                  |          |
| 256Db   | 105               | 151               | 256,10813(31)         | 1,9(4) s       | {\displaystyle {\ce {{^{256}_{105}Db}->{^{256}_{104}Rf}+{e^{+}}+{\nu }_{e}}}}       |          |
| 257Db   | 105               | 152               | 257,10772(24)         | 1,53(17) s     | {\displaystyle {\ce {{^{257}_{105}Db}->{^{253}_{103}Lr}+\,_{2}^{4}\alpha }}} (82%)  | (9/2+)   |
| 257Db   | 105               | 152               | 257,10772(24)         | 1,53(17) s     | SS (17%)                                                                            | (9/2+)   |
| 257Db   | 105               | 152               | 257,10772(24)         | 1,53(17) s     | {\displaystyle {\ce {{^{257}_{105}Db}->{^{257}_{104}Rf}+{e^{+}}+{\nu }_{e}}}} (1%)  | (9/2+)   |
| 257mDb  | 100(100) keV      | 100(100) keV      | 100(100) keV          | 790(130) ms    |                                                                                     | (1/2−)   |
| 258Db   | 105               | 153               | 258,10923(37)         | 4,5(6) s       | {\displaystyle {\ce {{^{258}_{105}Db}->{^{254}_{103}Lr}+\,_{2}^{4}\alpha }}} (64%)  |          |
| 258Db   | 105               | 153               | 258,10923(37)         | 4,5(6) s       | {\displaystyle {\ce {{^{258}_{105}Db}->{^{258}_{104}Rf}+{e^{+}}+{\nu }_{e}}}} (36%) |          |
| 258Db   | 105               | 153               | 258,10923(37)         | 4,5(6) s       | SS (1%)                                                                             |          |
| 258mDb  | 60(100) keV       | 60(100) keV       | 60(100) keV           | 20(10) s       | {\displaystyle {\ce {{^{258}_{105}Db}+{e^{-}}->{^{258}_{104}Rf}+{\nu }_{e}}}}       |          |
| 258mDb  | 60(100) keV       | 60(100) keV       | 60(100) keV           | 20(10) s       | IT → 258105Db (zelden)                                                              |          |
| 259Db   | 105               | 154               | 259,10961(23)         | 0,51(16) s     | {\displaystyle {\ce {{^{259}_{105}Db}->{^{255}_{103}Lr}+\,_{2}^{4}\alpha }}}        |          |
| 260Db   | 105               | 155               | 260,11130(25)         | 1,52(13) s     | {\displaystyle {\ce {{^{260}_{105}Db}->{^{256}_{103}Lr}+\,_{2}^{4}\alpha }}} (88%)  |          |
| 260Db   | 105               | 155               | 260,11130(25)         | 1,52(13) s     | SS (9,6%)                                                                           |          |
| 260Db   | 105               | 155               | 260,11130(25)         | 1,52(13) s     | {\displaystyle {\ce {{^{260}_{105}Db}->{^{260}_{104}Rf}+{e^{+}}+{\nu }_{e}}}} (2%)  |          |
| 260mDb  |                   |                   |                       | 19 s           |                                                                                     |          |
| 261Db   | 105               | 156               | 261,11206(25)         | 1,8(4) s       | SS (50%)                                                                            |          |
| 261Db   | 105               | 156               | 261,11206(25)         | 1,8(4) s       | {\displaystyle {\ce {{^{261}_{105}Db}->{^{257}_{103}Lr}+\,_{2}^{4}\alpha }}} (50%)  |          |
| 262Db   | 105               | 157               | 262,11408(20)         | 35(5) s        | SS (71%)                                                                            |          |
| 262Db   | 105               | 157               | 262,11408(20)         | 35(5) s        | {\displaystyle {\ce {{^{262}_{105}Db}->{^{258}_{103}Lr}+\,_{2}^{4}\alpha }}} (26%)  |          |
| 262Db   | 105               | 157               | 262,11408(20)         | 35(5) s        | {\displaystyle {\ce {{^{262}_{105}Db}->{^{262}_{104}Rf}+{e^{+}}+{\nu }_{e}}}} (3%)  |          |
| 263Db   | 105               | 158               | 263,11499(18)         | 29(9) s        | SS (50%)                                                                            |          |
| 263Db   | 105               | 158               | 263,11499(18)         | 29(9) s        | {\displaystyle {\ce {{^{263}_{105}Db}->{^{259}_{103}Lr}+\,_{2}^{4}\alpha }}} (42%)  |          |
| 263Db   | 105               | 158               | 263,11499(18)         | 29(9) s        | {\displaystyle {\ce {{^{259}_{105}Db}->{^{259}_{104}Rf}+{e^{+}}+{\nu }_{e}}}} (8%)  |          |
| 266Db   | 105               | 161               | 266,12103(39)         | 20 min         | SS                                                                                  |          |
| 266Db   | 105               | 161               | 266,12103(39)         | 20 min         | {\displaystyle {\ce {{^{266}_{105}Db}+{e^{-}}->{^{266}_{104}Rf}+{\nu }_{e}}}}       |          |
| 267Db   | 105               | 162               | 267,12238(50)         | 73 min         | SS                                                                                  |          |
| 268Db   | 105               | 163               | 268,12545(57)         | 32 uur         | SS                                                                                  |          |
| 268Db   | 105               | 163               | 268,12545(57)         | 32 uur         | {\displaystyle {\ce {{^{268}_{105}Db}+{e^{-}}->{^{268}_{104}Rf}+{\nu }_{e}}}}       |          |
| 270Db   | 105               | 165               | 270,13071(77)         | 23,15 uur      | SS                                                                                  |          |

## Overzicht van isotopen per element
|             | 1           |             |                                              |                                              |                                              |                                              |                                              |                                              |                                              |                                              |                                              |                                              |    |    |    |    |    | 18 |
| 1           | H           | 2           | Periodiek systeem                            | Periodiek systeem                            | Periodiek systeem                            | Periodiek systeem                            | Periodiek systeem                            | Periodiek systeem                            | Periodiek systeem                            | Periodiek systeem                            | Periodiek systeem                            | Periodiek systeem                            | 13 | 14 | 15 | 16 | 17 | He |
| 2           | Li          | Be          | De links verwijzen naar isotopen per element | De links verwijzen naar isotopen per element | De links verwijzen naar isotopen per element | De links verwijzen naar isotopen per element | De links verwijzen naar isotopen per element | De links verwijzen naar isotopen per element | De links verwijzen naar isotopen per element | De links verwijzen naar isotopen per element | De links verwijzen naar isotopen per element | De links verwijzen naar isotopen per element | B  | C  | N  | O  | F  | Ne |
| 3           | Na          | Mg          | 3                                            | 4                                            | 5                                            | 6                                            | 7                                            | 8                                            | 9                                            | 10                                           | 11                                           | 12                                           | Al | Si | P  | S  | Cl | Ar |
| 4           | K           | Ca          | Sc                                           | Ti                                           | V                                            | Cr                                           | Mn                                           | Fe                                           | Co                                           | Ni                                           | Cu                                           | Zn                                           | Ga | Ge | As | Se | Br | Kr |
| 5           | Rb          | Sr          | Y                                            | Zr                                           | Nb                                           | Mo                                           | Tc                                           | Ru                                           | Rh                                           | Pd                                           | Ag                                           | Cd                                           | In | Sn | Sb | Te | I  | Xe |
| 6           | Cs          | Ba          | ↓                                            | Hf                                           | Ta                                           | W                                            | Re                                           | Os                                           | Ir                                           | Pt                                           | Au                                           | Hg                                           | Tl | Pb | Bi | Po | At | Rn |
| 7           | Fr          | Ra          | ↓↓                                           | Rf                                           | Db                                           | Sg                                           | Bh                                           | Hs                                           | Mt                                           | Ds                                           | Rg                                           | Cn                                           | Nh | Fl | Mc | Lv | Ts | Og |
|             |             |             |                                              |                                              |                                              |                                              |                                              |                                              |                                              |                                              |                                              |                                              |    |    |    |    |    |    |
| Lanthaniden | Lanthaniden | Lanthaniden | La                                           | Ce                                           | Pr                                           | Nd                                           | Pm                                           | Sm                                           | Eu                                           | Gd                                           | Tb                                           | Dy                                           | Ho | Er | Tm | Yb | Lu |    |
| Actiniden   | Actiniden   | Actiniden   | Ac                                           | Th                                           | Pa                                           | U                                            | Np                                           | Pu                                           | Am                                           | Cm                                           | Bk                                           | Cf                                           | Es | Fm | Md | No | Lr |    |

255Db · 256Db · 257Db · 257mDb · 258Db · 258mDb · 259Db · 260Db · 260mDb · 261Db · 262Db · 263Db · 264Db · 265Db · 266Db · 267Db · 268Db · 269Db · 270Db